# Anton Jung
Anton Jung (* 20. März 2003) ist ein deutscher Volleyballspieler.

## Karriere
Jung begann seine Karriere im Alter von acht Jahren in der Jugend des TV Rottenburg. 2018 gewann er mit der U16 die deutsche Meisterschaft. In der Saison 2018/19 spielte Jung mit der Zweitvertretung des TV Rottenburg in der 3. Liga Süd und trainierte bei der Bundesliga-Mannschaft mit. Von 2019 bis 2022 spielte er mit den Volley Youngstars, dem Nachwuchs des VfB Friedrichshafen, in der 2. Bundesliga Süd. In der letzten Saison hatte er ein Doppelspielrecht für die Erstliga-Mannschaft.
2020 war Jung erstmals Teil des Kaders der Jugend-Nationalmannschaften.
In der Saison 2022/23 spielte der Außenangreifer mit dem VC Olympia Berlin in der ersten Liga.
Danach wechselte er zum Aufsteiger FT 1844 Freiburg in die Bundesliga.